# Ormurin langi

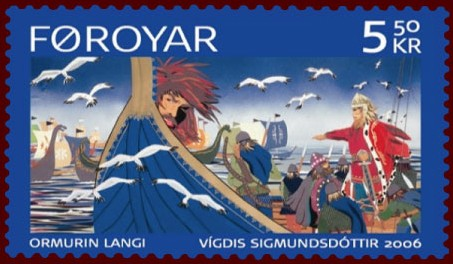
Briefmarke von 2006 mit einem Motiv aus dem färöischen Volkslied „Ormurin langi“.

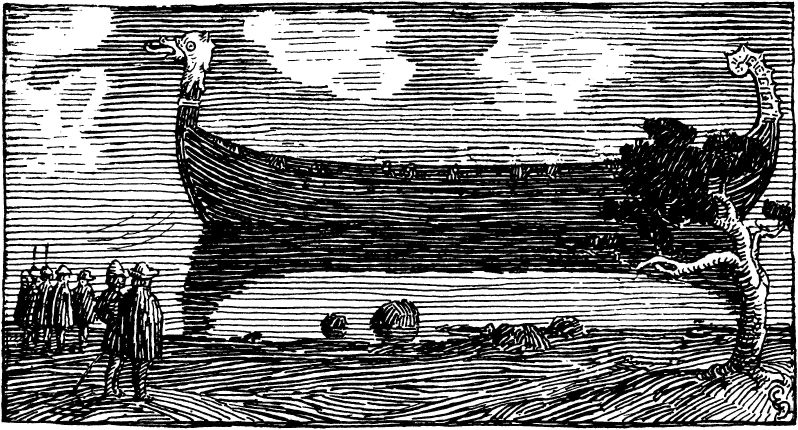
Ormurin langi

Ormurin langi (wörtlich: Der lange Wurm, eigentlich Die lange Schlange, siehe Midgardschlange) war der Name des Langschiffes von König Olav Tryggvason von Norwegen. Es hatte 34 Ruderbänke und der Drachenkopf und der Drachenschwanz am Ende waren vergoldet. Der Lange Wurm wird durch Extrapolation bekannter Schiffe auf eine Länge zwischen 45 und 55 m geschätzt. Er war sicher nicht breiter als 8 m. Man geht von einer Segelfläche von 200 m² aus. Es wurde von 68 Mann gerudert. Bei doppelter Besetzung waren das 136 Ruderer. Snorri zählt dazu noch ungefähr 45 reine Kämpfer auf.
Bekannt ist die gleichnamige färöische Ballade von Jens Christian Djurhuus, die er um 1830 in Kollafjørður auf den Färöern schrieb. Es ist dort bis heute eine der beliebtesten Volksweisen. Das Stück hat 85 Strophen, mit einem Kehrreim jeweils dazwischen. 1884 erschien der Text das erste Mal in gedruckter Form in der Zeitung Dimmalætting und 1891 schließlich in V. U. Hammershaimbs Færøsk Anthologi. Der Refrain lautet wie folgt:
Glymur dansur í høll,
dans sláið í ring!
Glaðir ríða Noregsmenn
til Hildar ting.
Aussprache in IPA-Lautschrift:
[ˈgliːmʊɹ ˈdansʊɹ ʊi ˈhœd̥l
:dans ˈslajɪɹɪŋg
:ˈglɛajɪɹ ˈɹʊija ˈnoːɹɛksmɛnː
:tɪl ˈhɪldaɹ tɪŋg]
Übersetzung:
Lärm tobt in der Halle,
Tanze mit im Ring!
Froh reiten die Norweger
In Richtung des Krieges.
[Hilda als sinnbildliche Figur des nordischen Krieges; siehe (Web)Links]

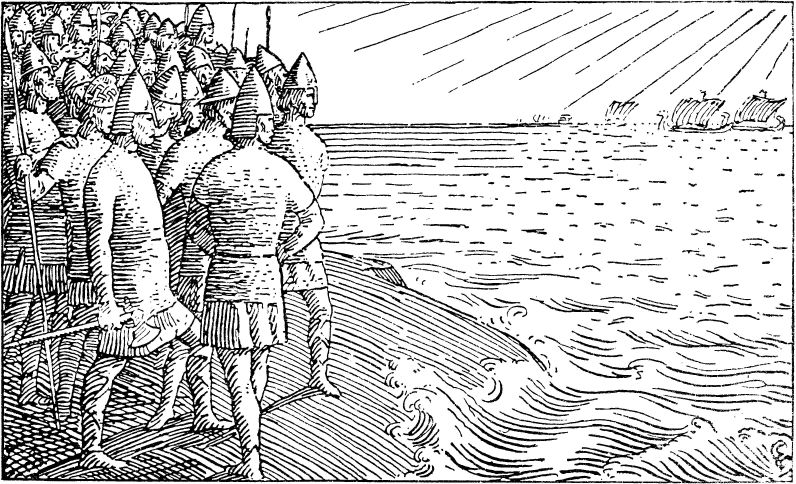
Die Schiffe König Olavs segeln vorbei

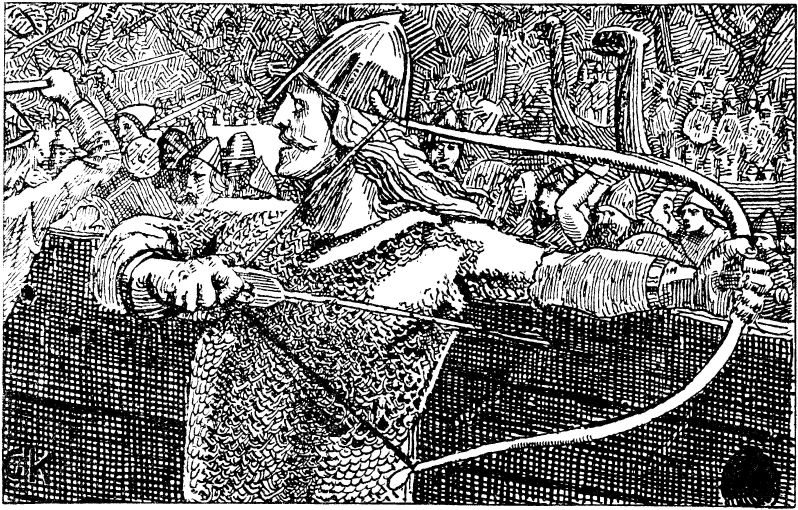
„Zu weich, zu weich ist des Königs Bogen“

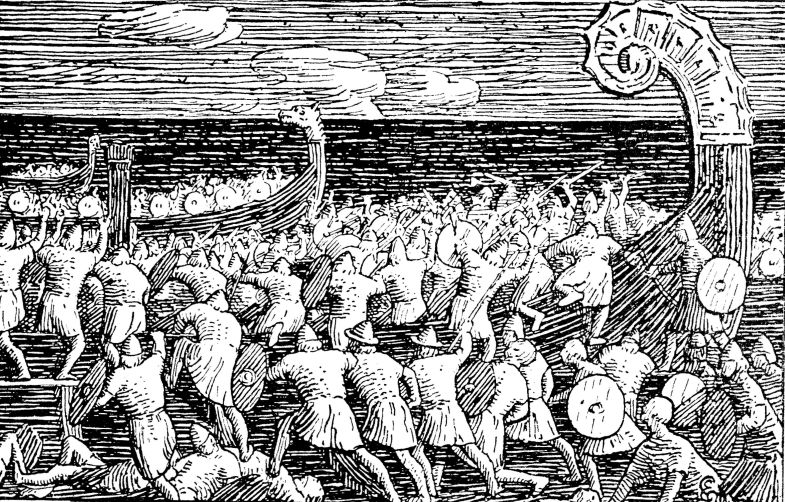
Erik entert Ormurin langi

Das Lied handelt von eben jenem König Olav Tryggvason und der Seeschlacht von Svold. Olav ließ das Schiff bauen, und es sollte das größte Schiff Norwegens sein. Kurz vor dem Stapellauf meldete sich bei ihm ein Bogenschütze namens Einar Tambarskjelve, der über außergewöhnliche Kräfte verfügte. Frohen Mutes stachen die Norweger in See. Doch die Nachricht sprach sich schnell herum, und so berieten sich der dänische König Sven Gabelbart und der schwedische König Olof Skötkonung, wie sie Olav beseitigen können. Als dritten Verschwörer luden sie den norwegischen Jarl Erik Håkonsson ein, der auf diese Weise den Tod seines Vaters Håkon Jarl rächen sollte. Die drei Flotten postierten sich im Öresund und warteten auf den Ormurin. Während die Norweger die Dänen und Schweden in die Flucht schlagen konnten, hatte Erik mehr Erfolg und konnte das Schiff schließlich erobern, nachdem der Bogen des Königs in den Händen Einars versagte und er damit Erik nicht außer Gefecht setzen konnte. König Olav und seine überlebenden Männer sprangen über Bord und begingen somit Selbstmord.
Der Text basiert auf isländischen Überlieferungen.
Die färöische Metalband Týr veröffentlichte eine Version der Ballade auf ihrem Album How far to Asgaard.

## Ormurin Langi in der Kunst
In der Kurzgeschichte „Ormurin Langi“ von Tjure Sigmarsson erzählt ein Skalde eine weniger glamouröse Version der Legende vom goldenen Schiff.